# Chennevières-sur-Marne
Chennevières-sur-Marne es una comuna francesa situada en el departamento de Valle del Marne, de la región de Isla de Francia.
Los habitantes se llaman Canavérois y Canavéroises.

## Demografía
| 500 | 540 | 551 | 553 | 681 | 695 | 666 | 835 | 730 | 738 | 848 | 933 | 800 | 815 | 834 | 1 062 | 1 067 | 1 122 | 1 019 | 1 084 | 1 190 | 1 410 | 2 379 | 3 004 | 3 024 | 2 897 | 4 032 | 5 593 | 7 016 | 17 561 | 17 417 | 17 857 | 17 837 | 17 313 | 18 226 |
| Para los censos de 1962 a 1999 la población legal corresponde a la población sin duplicidades (Fuente: INSEE [Consultar]) |     |     |     |     |     |     |     |     |     |     |     |     |     |     |       |       |       |       |       |       |       |       |       |       |       |       |       |       |        |        |        |        |        |        |